# 蒼白鸚竺鯛
蒼白鸚竺鯛（學名：Ostorhinchus pallidus），又稱蒼白鸚天竺鯛，為輻鰭魚綱鈎頭魚目天竺鯛科鸚竺鯛屬下的一個種，分布於西太平洋所羅門群島海域，深度18至30公尺，本魚體呈橢圓形，體稍側扁，頭大、眼大、口大且斜裂，頜齒細小，前鰓蓋骨邊緣有鋸齒，鰓蓋骨後緣棘不發達，體被弱櫛鱗，體色粉紅色，腹側漸變為淡黃色，頭部眼睛水平處有淺灰色條紋，尾鰭基部有大黑點，下側有一系列微弱的窄黑條，第一背鰭外緣黑色，背鰭2個，尾鰭凹入，背鰭硬棘8枚、背鰭軟條9枚、臀鰭硬棘2枚、臀鰭軟條8枚，體長可達5.2公分，棲息在礁石區，夜間活動，屬肉食性，繁殖期時，雄魚具有口孵習性，卵約7日化成仔魚，由雄魚吐出，具短暫的仔魚飄浮期，生活習性不明。